# Тесла (фільм)
Тесла (англ. Tesla) — американський біографічний художній фільм 2020 року режисера та сценариста Майкла Альмерейди. Світова прем'єра фільму відбулася на кінофестивалі «Санденс» 27 січня 2020 року.

## Сюжет
У 1884 році в Нью-Йорку Нікола Тесла працює на фірмі Томаса Едісона, але їх погляди на способи застосування електричного струму дуже відрізняються. Тесла знайомиться з Енн, донькою Джона Пірпонта Моргана, яка не байдужа до нього. Нікола пропонує свої відкриття Джорджові Вестінгаузу, який купує патенти на винахід Тесли і привозить вченого до Піттсбурга, щоб контролювати виробництво …

## Ролі виконують
- Ітан Гоук — Нікола Тесла
- Ів Г'юсон — Енн Морган
- Донні Кешаварц[en] — Джон Пірпонт Морган
- Ебон Мосс-Бакрак — Анітай Сігеті
- Пітер Грін — Ніколс
- Кайл Маклаклен — Томас Едісон
- Джим Геффіган[en] — Джордж Вестінгауз

## Навколо фільму
- Ітан Гоук є четвертим актором, який зіграв Ніколу Теслу в повнометражному фільмі після Петара Божовича в «Таємниці Ніколи Тесли»[sr] (1980), Девіда Бові в «Престижі» (2006) і Ніколаса Голта у «Війні струмів» (2017).

## Нагороди
- 2020 Нагорода американського кінофестивалю незалежного кіно «Санденс», США:
  - приз імені Альфреда П. Слоуна — Майкл Альмерейда[en].[1]